# Atetecochco
Atetecochco är en ort i Mexiko.   Den ligger i kommunen Atlahuilco och delstaten Veracruz, i den sydöstra delen av landet, 230 km öster om huvudstaden Mexico City. Atetecochco ligger 1 990 meter över havet och antalet invånare är 337.
Terrängen runt Atetecochco är kuperad västerut, men österut är den bergig. Runt Atetecochco är det ganska tätbefolkat, med 93 invånare per kvadratkilometer. Närmaste större samhälle är Orizaba, 17,6 km norr om Atetecochco. I omgivningarna runt Atetecochco växer i huvudsak blandskog.